# Cisticola
Cisticola är ett artrikt fågelsläkte, det avlägset största i familjen cistikolor inom ordningen tättingar. Släktet omfattar 50-talet arter som förekommer framför allt i Afrika söder om Sahara, men också med en art i Europa och ytterligare en österut till Australien. Artgränserna inom flera artkomplex är under diskussion. Nedanstående lista följer IOC, med kommentarer om avvikelser:
- Rostkindad cistikola (C. erythrops)
- Vitbrynad cistikola (C. cantans)
- Visselcistikola (C. lateralis)
- Kongocistikola (C. anonymus)
- Miombocistikola (C. woosnami)
- Angolacistikola (C. bulliens)
- Lobeliacistikola (C. chubbi)
- Kilimanjarocistikola (C. hunteri)
- Svarttyglad cistikola (C. nigriloris)
- Kilomberocistikola (C. bakerorum) – nyligen beskriven art
- Långstjärtad cistikola (C. aberrans)
- Huambocistikola (C. bailunduensis)
- Borancistikola (C. bodessa)
- Akaciacistikola (C. chiniana)
- Askcistikola (C. cinereolus)
- Rostkronad cistikola (C. ruficeps)
- Guineacistikola (C. guinea)
- Grå cistikola (C. rufilatus)
- Gråryggig cistikola (C. subruficapilla)
- Stencistikola (C. distinctus)
- Jämmercistikola (C. lais)
- Tanacistikola (C. restrictus)
- Njombecistikola (C. njombe)
- Kustcistikola (C. haematocephalus)
- Vitstjärtad cistikola (C. anderseni) – nyligen beskriven art
- Luapulacistikola (C. luapula)
- Zambezicistikola (C. pipiens)
- Etiopiencistikola (C. lugubris)
- Mörkryggig cistikola (C. marginatus)
- Rostvingad cistikola (C. galactotes)
- Papyruscistikola (C. carruthersi)
- Sonettcistikola (C. tinniens)
- Större cistikola (C. robustus)
- Buskcistikola (C. natalensis)
- Pipcistikola (C. fulvicapilla)
- Aberdarecistikola (C. aberdare)
- Taboracistikola (C. angusticauda)
- Svartstjärtad cistikola (C. melanurus)
- Kortvingad cistikola (C. brachypterus)
- Rostcistikola (C. rufus)
- Rävcistikola (C. troglodytes)
- Dvärgcistikola (C. nana)
- Grässångare (C. juncidis)
- Sokotracistikola (C. haesitatus)
- Madagaskarcistikola (C. cherina)
- Ökencistikola (C. aridulus)
- Molncistikola (C. textrix)
- Savanncistikola (C. eximius)
- Dambocistikola (C. dambo)
- Brun cistikola (C. brunnescens)
- Ljuskronad cistikola (C. cinnamomeus)
- Knäppcistikola (C. ayresii)
- Gyllencistikola (C. exilis)